# Thomas Sommer Arnoldsen
Thomas Sommer Arnoldsen (11 de janeiro de 2002) é um jogador de handebol dinamarquês.

## Carreira
Arnoldsen jogou handebol desde a mais tenra juventude no Skanderborg Handball. Aos 16 anos ingressou na Elite Academy (SHEA) do clube e jogou aqui por três anos. Aqui ele ajudou a vencer a final do DM com seu time em 2019, e depois passou a fazer parte da equipe sênior do clube. Este clube foi fundido no Skanderborg Aarhus Håndbold, onde Arnoldsen conseguiu um contrato após apenas uma temporada. Na temporada seguinte, tornou-se o artilheiro do clube e foi eleito o talento do ano no campeonato masculino. Em junho de 2022, ele assinou um contrato de três anos com o Aalborg Handball a partir do verão de 2023. Na HTH League 2021-22, ele foi eleito o talento do ano pelo Divisionsforeningen Håndbold. Em sua primeira temporada no Aalborg, ele se tornou o artilheiro do clube no campeonato com 128 gols em 26 jogos.
Ele fez sua estreia na seleção dinamarquesa A em março de 2023, mas depois de apenas dois jogos e a mudança para Aalborg, Arnoldsen estava física e mentalmente desgastado, então demorou quase um ano até que ele voltasse ao time. Nos Jogos Olímpicos de Verão de 2024, em Paris, conquistou a medalha de ouro no torneio masculino do handebol, após vencer na final confronto contra a equipe alemã por 39–26.